# Everything Has Changed
«Everything Has Changed» —en español: «Todo Ha Cambiado»— es una canción de la cantante estadounidense Taylor Swift con Ed Sheeran, incluida en su cuarto álbum de estudio, Red, de 2012. Se lanzó bajo el sello Big Machine Records como el quinto sencillo oficial del álbum el 16 de julio de 2013 en los Estados Unidos.

## Antecedentes y composición
Se informó que el cantante británico Ed Sheeran aparecería como artista invitado en el entonces próximo álbum de la cantante estadounidense Taylor Swift (Red). El 18 de octubre de 2012, Everything Has Changed de Swift con Sheeran se filtró en Internet. La canción fue escrita por ambos cantantes en el patio trasero de Swift.

## Vídeo musical
El vídeo musical de «Everything Has Changed» fue estrenado en su cuenta VEVO en YouTube el 5 de junio de 2013. Los protagonistas fueron dos niños similares a Taylor Swift y Ed Sheeran y la historia empieza en un autobús escolar. En la escuela realizaban actividades como yoga, artes manuales y estirarse en la clase de gimnasia. El vídeo finaliza cuando afuera de la escuela se encuentran Taylor Swift y Ed Sheeran que eran posiblemente la mamá de la niña y el papá del niño (o hermanos). En abril de 2015, el vídeo musical alcanzó las 100 millones de visitas en VEVO, obteniendo así una certificación del mismo.

## Presentaciones en vivo
El 8 de junio de 2013, Swift y Sheeran interpretaron juntos «Everything Has Changed» en el final de la séptima temporada de la serie Britain 's Got Talent. Swift también cantó la canción en su gira de Red (2013).

## Lista de canciones
Descarga digital
1. «Everything Has Changed» (Remix) — 4:06

## Posicionamiento en listas
| Listas (2012)                      | Posiciones |
| ---------------------------------- | ---------- |
| Australia (ARIA)                   | 75         |
| Canadá (Canadian Hot 100)          | 28         |
| Irlanda (IRMA)                     | 48         |
| Reino Unido (UK Singles Chart)     | 50         |
| Estados Unidos (Billboard Hot 100) | 35         |